# Alexia Leysen
Alexia Leysen (1988) is een Belgisch fotografe en theatermaker. Ze werd ook bekend in 2011 als initiatiefneemster van Dagen Zonder Vlees. Hierdoor kwam ze ook in de reeks Zwijgen is geen optie. 

## Biografie
Leysen studeerde theater-, film- en literatuurwetenschap in Antwerpen. Vervolgens studeerde ze een jaar fotografie, en ze werd toen aangenomen aan de Toneelacademie Maastricht voor theaterregie.
Ze richtte met Greet Jacobs het gezelschap BRUT op, en werd o.a. huisartiest bij DE Studio. Haar debuutreeks als fotografe THE KNAUSGARD/HASSELBLAD SERIES werd in 2019 geëxposeerd in Galerie Verbeeck-Vandyck en toerde doorheen Vlaanderen en Nederland. Samen met Valentijn Dhaenens maakte ze de theatervoorstelling KNAUS. In de lente van 2019 startte in De Standaard Magazine haar eigen wekelijkse fotorubriek DE ZIN. 
Ze is de dochter van ondernemer Thomas Leysen en kleindochter van André Leysen.

## Voorstellingen
- Ketchikan
- Mieren slapen nooit (2015)
- My life with the tree (2016)
- Knaus (2019)[7]